# Emmy Internacional 1977
A 5.ª cerimônia de entrega dos International Emmys (ou Emmy Internacional 1977) aconteceu em 21 de novembro de 1977, em Nova York, Estados Unidos.

## Cerimônia
A 5.ª cerimônia dos Emmys internacionais aconteceu em 22 de novembro de 1977, na cidade de Nova Iorque. A cerimônia de premiação foi organizada pelo Conselho Internacional da Academia de Artes & Ciências Televisivas (hoje Academia Internacional das Artes e Ciências Televisivas). O prêmio de melhor programa de não ficção foi entregue a TV canadense por Henry Ford's America do cineasta Donald Brittain. Trata-se de uma co-produção entre a rede CBC e o National Film Board, sendo originalmente exibido em 28 de novembro de 1976. O prêmio de melhor programa de ficção foi entregue a The Collection de Harold Pinter, um filme britânico produzido pela Granada Television, com Laurence Olivier, Alan Bates, Helen Mirren e Malcolm McDowell nos papeis principais.
O ex-presidente da CBC, Alphonse Ouimet foi homenageado com um Emmy Directorate Award.

## Vencedores
| Melhor Programa de Ficção                  | Melhor Programa de Não-Ficção                         |
| ------------------------------------------ | ----------------------------------------------------- |
| - The Collection - () (Granada Television) | - Henry Ford's America - () (CBC/National Film Board) |
| Directorate Award                          |                                                       |
| - Alphonse Ouimet - () (Presidente da CBC) |                                                       |